# Siegfried Hofreiter
Siegfried Hofreiter (* 18. April 1962 in Regensburg) ist ein deutscher Agrarunternehmer. Von 2007 bis 2016 war er Vorstandsvorsitzender der KTG Agrar SE. Das Unternehmen meldete 2016 Insolvenz an.
Die Familie Hofreiter bewirtschaftete ein Unternehmen im Agrarbereich mit gepachteten Ackerflächen und Geflügelhaltung. Dieses musste 1989 Insolvenz anmelden mit 30 Mio. DM Schaden für die Gläubiger. In diesem Rahmen wurde Siegfried Hofreiter 2002 wegen Insolvenzverschleppung rechtskräftig verurteilt und er durfte in den folgenden fünf Jahren keine leitende Tätigkeit in einer Kapitalgesellschaft einnehmen. Während dieser Zeit war seine Lebensgefährtin Beatrice Ams Geschäftsführerin der KTG Agrar GmbH. Diese agierte allerdings angeblich nur im Auftrag von Hofreiter. Die GmbH wurde 2005 in eine AG überführt und mit dem Ende der Strafe 2007 wurde Hofreiter Vorstandsvorsitzender und Finanzvorstand der KTG Agrar AG, die 2013 in eine SE umgewandelt wurde. 2016 geriet die Gesellschaft in finanzielle Schwierigkeiten, nachdem sie fällige Anleihezinsen in Höhe von 18 Mio. Euro nicht auszahlen konnte. Am 5. Juli 2016 meldete das Unternehmen Insolvenz an. Daraufhin legte Hofreiter seinen Posten als Vorstandsvorsitzender nieder.
Anfang September 2016 nahm die Staatsanwaltschaft Hamburg Ermittlungen gegen Hofreiter wegen verschiedener Delikte im Zusammenhang mit der Insolvenz der KTG Agrar auf, nachdem bekannt wurde, dass er die wirtschaftliche Lage des Unternehmens jahrelang falsch dargestellt hatte. Gegen ihn wurde wegen Betrug und Insolvenzverschleppung ermittelt. Ende 2018 wurde das Verfahren gegen ihn und sieben weitere Führungskräfte von KTG vor dem Landgericht Hamburg eröffnet.
Nach der Insolvenz von KTG steuerte er bereits 2017 mit Hilfe seines Umfeldes wieder neue Unternehmen.
2023 wurde die Insolvenz von Flexicamper mit 15 Millionen Verbindlichkeiten bekannt. Der Schaden kam durch ungewöhnliche hohe Anzahlungen zustande.
Siegfried Hofreiter wurde am 14. November 2023 zusammen mit seiner Lebensgefährtin verhaftet und in Untersuchungshaft genommen, da wegen des Verdachts der Insolvenzverschleppung und des gewerbsmäßigen Betrugs in 34 Fällen ermittelt wird.